# Mar del Sud

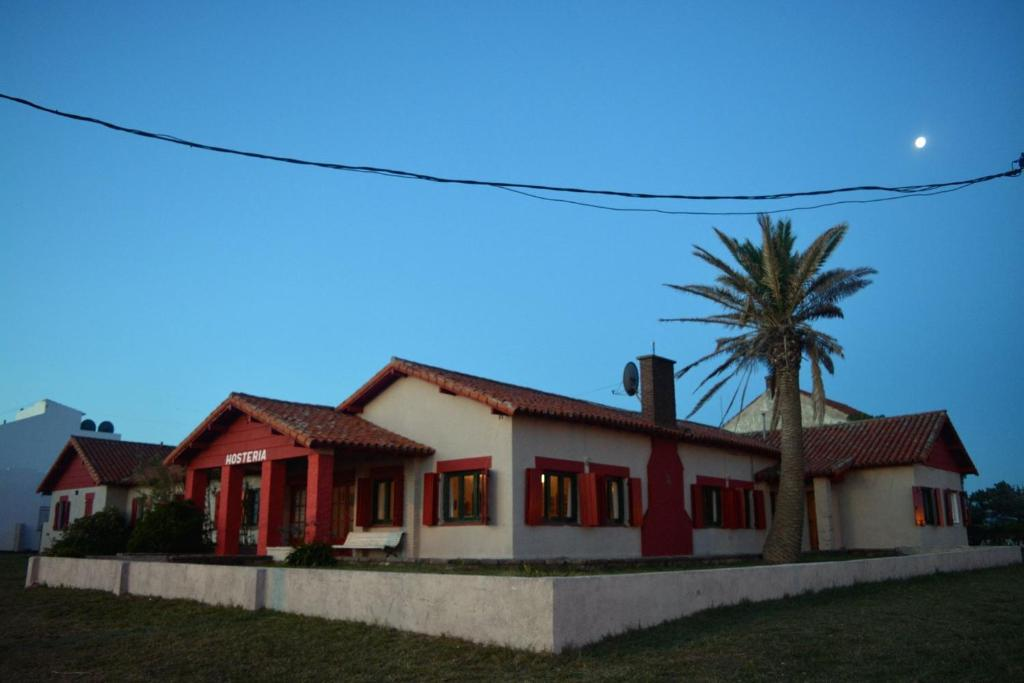
Hostería Villa del Mar construida 1937

Mar del Sur, originariamente fundada con el nombre “Boulevard Atlántico”, también llamada Mar del Sud, es una localidad del partido de General Alvarado, de la provincia de Buenos Aires en la República Argentina, con arenas gruesas llenas de textura, finas, repletas de caracoles y piedras. sin grandes desniveles y con dos arroyos que vierten sus cauces de agua dulce en el mar.
Se encuentra ubicada entre el Arroyo La Tigra y el Arroyo La Carolina y se encuentra a 17 km al sur de la ciudad de Miramar, cabecera del Partido. Está conectada por el tramo final de la ruta provincial RP 11, y sólo posee una calle pavimentada principal, la avenida 100.
Entre las casas, detrás de las arenas, desparramados entre los pastizales o bordeando los campos verdes sembrados, se pueden ver ovejas, vacas y caballos. Geográficamente, podría dividirse en dos. Por un lado, lo que sería el centro, con sus primeras casas construidas de espaldas al mar, resguardadas del viento entre una arboleda frondosa. Y más al Sur, en el sector Rocas Negras, están las casas más nuevas, esas que prácticamente se caen sobre el mar, por ser el único lugar de la Costa Atlántica Argentina en donde se puede tener un terreno sobre la playa.

## Toponimia
El nombre del balneario proviene de un asentamiento con el nombre de Mar del Sur o Mar del Sud que estaba emplazado al norte del Arroyo La Carolina y que no prosperó. 

## Accesos y distancias con otros lugares
|                                                               | Norte: Miramar (Partido de General Alvarado)         |                     |
| Oeste: Paraje San José, Ruta 88 (Partido de General Alvarado) |                                                      | Este: Mar Argentino |
|                                                               | Sur: Centinela del Mar (Partido de General Alvarado) |                     |

### Rutas de acceso
Las rutas de acceso a este pueblo de la Costa Atlántica son cuatro:
- Ruta provincial 11 (calle 27 en Mar del Sur) desde Miramar (avenida 40 en Miramar) -pavimento-
- Ex ruta provincial 11 (calle 37 en Mar del sur) desde Miramar (calle 44 en Miramar) -tosca-
- Camino provincial 033-05 (avenida 100 en Mar del Sur) desde la ruta provincial 88 -tosca-
- Desde el camino a Centinela del Mar y luego agarrando el camino provincial 033-05 (avenida 100 en Mar del Sur) a la altura de la estancia La Eufemia en Mar del Sur. -tierra y tosca-

### Distancia con ciudades y pueblos de la zona
- Miramar: 17 km
- Mechongué: 37,8 km
- Centinela del Mar: 38,7 km
- Chapadmalal: 39,4 km
- Otamendi: 49,4 km
- San Agustín: 58,9 km
- Mar del Plata: 61,3 km
- Necochea: 83,7 km
- Balcarce: 84,3 km
- Ayacucho: 180 km
- Tandil: 192 km

### Distancia con las principales ciudades de la provincia y el país
- Capital Federal: 472 Km (Recorrido: Au. Buenos Aires-La Plata, Autovía 2, J.B. Justo (MDP), Polonia (MDP), Génova (MDP), Antártida Argentina (MDP), Camino viejo a Miramar, Calle 9-Ruta provincial 77 (Miramar), Avenida 40 (Miramar), Ruta Provincial 11 hasta su fin en calle 27 Mar del Sur).

- Zona sur del Gran Buenos Aires: entre 447 y 498 Km (Recorrido 1: Avenida Hipólito Yrigoyen, Ruta 6, Autovía 2, J.B. Justo (MDP), Polonia (MDP), Génova (MDP), Antártida Argentina (MDP), Camino viejo a Miramar, Calle 9-Ruta provincial 77 (Miramar), Avenida 40 (Miramar), Ruta Provincial 11 hasta su fin en calle 27 Mar del Sur; Recorrido 2: Subida de Sarandí, Au. Buenos Aires-La Plata, Autovía 2, J.B. Justo (MDP), Polonia (MDP), Génova (MDP), Antártida Argentina (MDP), Camino viejo a Miramar, Calle 9-Ruta provincial 77 (Miramar), Avenida 40 (Miramar), Ruta Provincial 11 hasta su fin en calle 27 Mar del Sur; Recorrido 3: Avenida Hipólito Yrigoyen, Ruta provincial 210, Ruta provincial 29, Ruta provincial 226, Ruta provincial 55, Camino San Agustín - Mechongué, Ruta provincial 88 y  Camino provincial 033-05 (Avenida 100 en Mar del Sur) ).

- Mar del Plata: 61,3 Km (Recorrido: J.B. Justo (MDP), Polonia (MDP), Génova (MDP), Antártida Argentina (MDP), Camino viejo a Miramar, calle 9-Ruta provincial 77 (Miramar), avenida 40 (Miramar), ruta provincial 11 hasta su fin en calle 27 Mar del Sur).

- La Plata: 441 Km (Recorrido: avenida 44 (La Plata), Autovía 2, J.B. Justo (MDP), Polonia (MDP), Génova (MDP), Antártida Argentina (MDP), Camino viejo a Miramar, calle 9-Ruta provincial 77 (Miramar), avenida 40 (Miramar), ruta provincial 11 hasta su fin en calle 27 Mar del Sur).

- Rosario: 742 Km

- Córdoba: 1127 Km

- Bahía Blanca: 416 Km

- Dolores: 272 Km

- Villa Gesell: 166 Km

- Pinamar: 186 Km

- Chascomús: 362 Km

- Brandsen: 413 Km

- Junín: 573 Km

- Olavarría: 329 Km

- Chivilcoy: 511 Km

- Tres Arroyos: 223 Km

## Transporte

### Transporte de larga distancia
- Para acceder a Mar del Sur se puede tomar un micro de la empresa Plusmar que sale de Retiro, CABA. Consultar días y horarios de arribos en la pagina de Plusmar
- Otra opción es tomarse un micro de larga distancia hasta Miramar, ciudad cabecera del municipio.

### Transporte de corta y media distancia
La empresa Costa Azul ofrece su servicio a Mar del Sur:
Horario de Colectivos a Mar del Sur:
de Miramar sale 6:15 / 7:45 / 10:25 / 12:25 / 15:40 / 18:25 / 20:25
de Mar del Sur sale 6:50 / 9:00 / 11:00 / 13:00 / 16:20 / 19:00 / 21:00

## Población
Cuenta con reales 2460 habitantes (Indec, 2022)lo que representa un incremento del 525% frente a los 393 habitantes (Indec, 2001)
| Gráfica de evolución demográfica de Mar del Sud entre 1991 y 2010 |
|                                                                   |
| Fuente: Censos nacionales del INDEC                               |

Existe una comunidad de artistas que viven todo el año: pintores, poetas y escritores. Los pintores Ricardo Blaseotto y Guadalupe Alemán han pintado sobre Mar del Sur. Otros artistas la han elegido como su lugar de veraneo.
Un lugar de reunión de los marsureños es el Centro Cultural “Rubí González”. Existe tres sociedades de fomento: la Cooperadora de Mar del Sur; la Sociedad de Fomento y Turismo de Mar del Sur y Bulevar Atlántico, y la Asociación Amigos de Mar del Sud. 

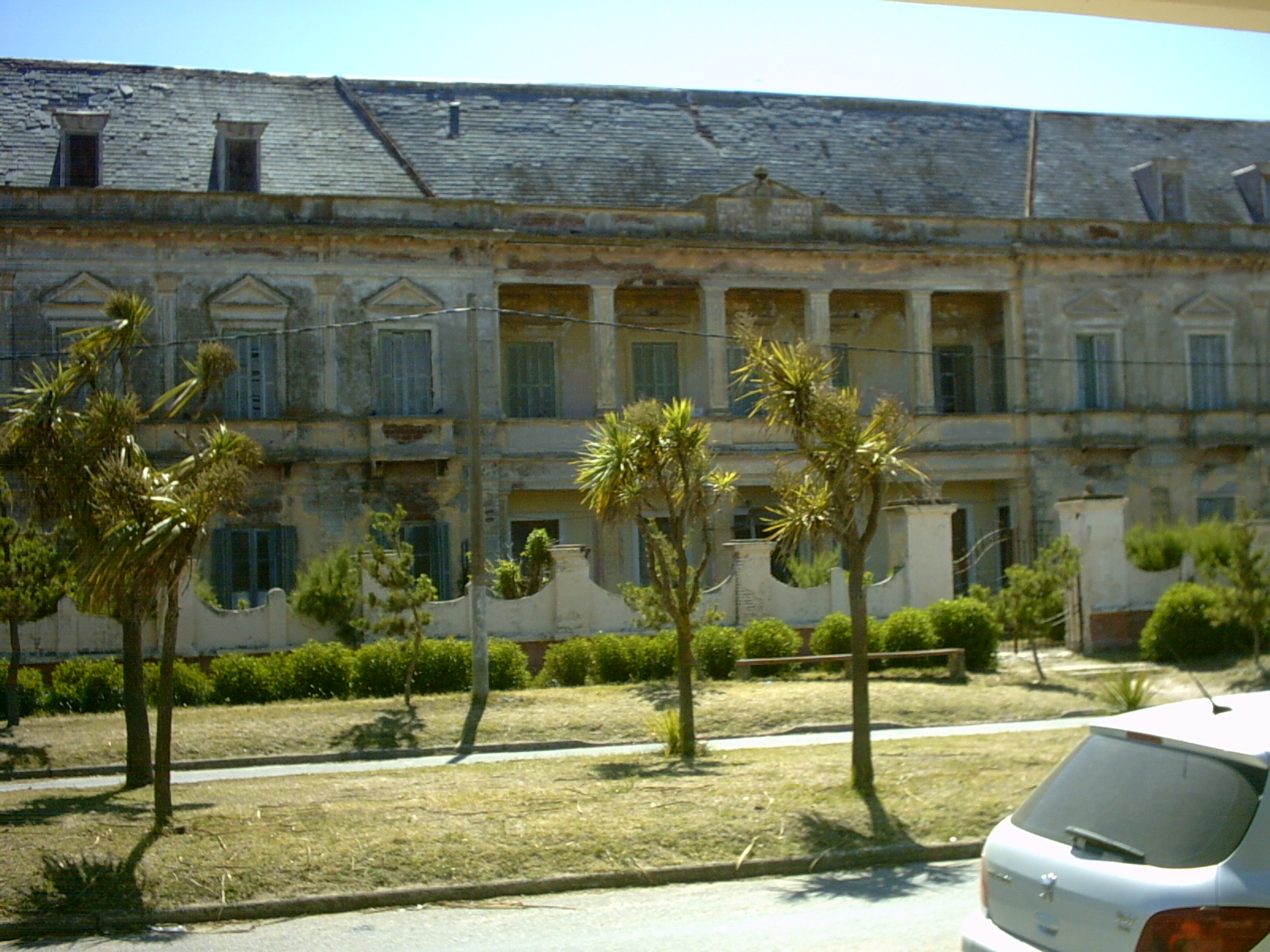
El antiguo Hotel Boulevard Atlántico sobre la Avenida 100.
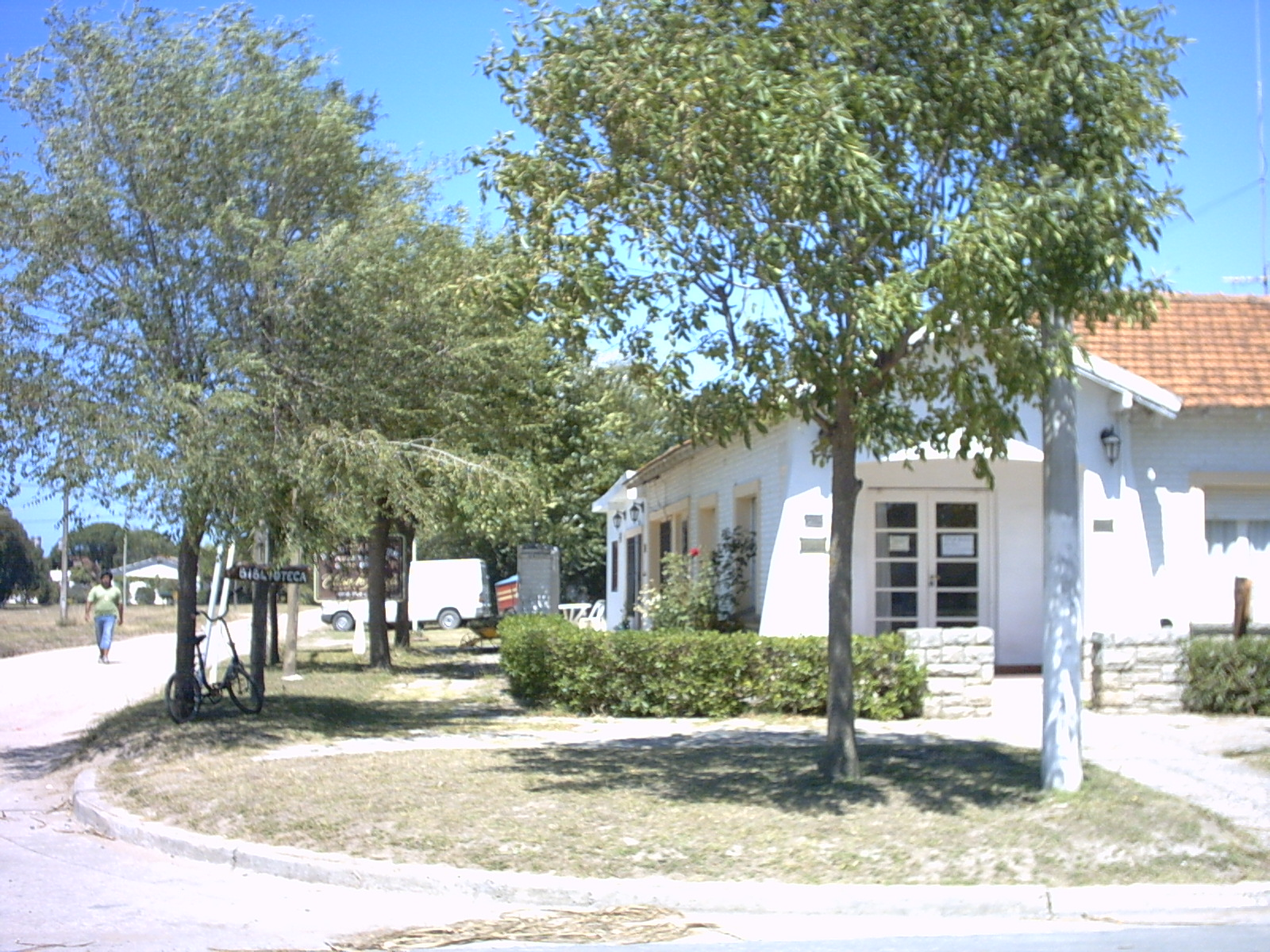
Delegación municipal y sala de primeros auxilios.

## Barrios y zonas de Mar del Sur
A partir de la década del 90 y de forma más abrupta del 2005 en adelante la villa balnearia se fue expandiendo, se pueden observar diferentes barrios o zonas:
Rocas Negras: Se ubica al sur del arroyo "La Tigra", con una extensión de 2,2 km de norte a sur y 1,2 km de oeste a este en la parte más ancha y de 0,5 km en la parte más angosta. El nombre hace referencia a una de las playas que se ubican en el punto más austral del pueblo. Este barrio o zona se caracteriza por casas grandes y modernas. Tiene dos playas; "Puerto Sur" (hace referencia a una casa que lleva ese nombre) y "Rocas Negras" donde se encuentra la virgen, además de sedimentos marinos y un sinfín de animales y plantas marinas. También podemos observar una edificación enorme perteneciente a la organización de la Iglesia católica "Opus Dei". Además dentro de esta zona se puede encontrar el campin del pueblo y el barrio municipal pegado al campin.
El Remanso: Se ubica al norte del arroyo "La Carolina", con una extensión de 2,5 km de sur a norte y de 2 a 2,2 km de oeste a este esta zona se caracteriza por pocas casas y pocos árboles, es una zona mayormente de campo. Desde el centro de Mar del Sur se puede ir por la calle 11 la cual atraviesa este barrio de sur a norte desembocando en la calle 128 que empieza en lo que se conoce originalmente como El Remanso, una zona de playas extensas y médanos donde se practican muchos deportes como la pesca y travesías en cuatriciclos, motos, areneros y camionetas 4x4. Además es la entrada a las playas de "La Ballenera", playas vírgenes y extensas en le cual se atraviesan dos arroyos: La Ballenera y Las Totoras (15 km hasta llegar al vivero Dunicola en Miramar).
La Tigra: Complejo de cabañas al oeste de Mar del Sur, se accede por la avenida 100/camino de tierra en dirección a la Ruta 88. Su extensión es de 12 a 15 manzanas, a través de él pasa el arroyo "La Tigra".
Barrio San Blas: Se ubica al noroeste de Mar del Sur (calle 37 y calle 128), son tres manzanas. Se accede por la ex ruta provincial 11 (calle 37) a 12 cuadras de la avenida 100.
Pueblo Viejo: Se conoce por "Pueblo Viejo" a la parte de Mar del Sur que se encuentra al oeste de la calle 27 (ruta provincial 11) y al norte de la avenida 100, donde la mayoría de sus habitantes residen todo el año. Su extensión aproximada es de 1,2 km tanto de sur a norte como de este a oeste.

## Servicios
Educación y cultura: la escuela primaria Nº 2 José Hernández se ubica en la calle 27 (ruta provincial 11) entre la calle 104 y calle 106. Además sobre la calle 23 entre la avenida 100 y calle 98 se encuentra la biblioteca municipal Eloísa M. Rissoli y en la Avenida 100 entre calle 17 y calle 19 se encuentra el Teatro municipal.
Seguridad: el destacamento policial se encuentra en la calle 25 entre calle 98 y avenida 100 y en la misma calle se encuentra el cuartel de bomberos del pueblo. Además se encuentra un destacamento vial permanente a la entrada del pueblo en la calle 27 (Ruta provincial 11) y calle 128.
Sanidad: sobre la avenida 100 y la calle 23 se encuentra la sala de primeros auxilios.
Servicios esenciales: en la calle 94 y calle 19 se encuentra la Cooperativa Eléctrica y Anexos de Mar del Sur.
Hospedaje: en la calle 27 y calle 86 se encuentra el camping municipal La Ponderosa. En calle 100 y costanera Hostería Villa del Mar.
Deporte: en la avenida 100 entre la calle 25 y la calle 27 (ruta provincial 11) se encuentra la cancha de fútbol, libre y gratuita.
Plazas: sus dos plazas se encuentran en la avenida 100 y calle 27 (ruta provincial 11). Además en las intersecciones de la avenida 100 y calle 11 (costanera) a la entrada de la playa Principal esta el playón donde se realizan espectáculos públicos.
Religión: en la calle 29 entre la calle 102 y la avenida 100 se encuentra la capilla de Santa Teresita del Niño Jesús. Además en las intersecciones del Camino a Centinela del Mar y el camino provincial 033-05 (avenida 100) se puede encontrar el retiro espiritual Estancia La Eufemia.
Medios de comunicación: Mar del Sur posee una frecuencia radial: FM 99.5 Radio La Rodante. "La Rodante" comenzó a emitir su frecuencia el 1 de mayo del 2019, anteriormente existió una frecuencia radial: Paraíso FM 88.9 pero por diversos motivos salió del aire.

#### Playas
Mar del sur consta de 6 amplias playas:
- Playa Principal: como su nombre lo indica esta playa se encuentra en el centro del pueblo entre los arroyos La Carolina y La Tigra, en ella se puede acceder a la escollera ubicada en el lado norte de la playa. Se accede a través de la avenida 100 en su intersección con la calle 11 (Costanera).
- "Puerto Sur": esta playa se ubica pegada a la playa Principal, al sur del arroyo La Tigra. Se accede por la calle 11 (Costanera) y calle 94.
- "El Chino": el nombre de esta playa se debe a una casa ubicada a la salida de la playa y a orillas del arroyo La Carolina que antiguamente funcionaba como parador. La podemos encontrar inmediatamente al norte de la playa Principal. Esta playa posee dos ingresos: calle 9 y calle 106; y calle 108 y calle 9.
- Rocas Negras: esta playa es la más austral del pueblo, su nombre se debe a los sedimentos marinos que se pueden encontrar en el lugar, se caracteriza por ser una playa de aventura; también podemos encontrar a la virgen en el punto más alto donde muchos creyentes van a dejar sus ofrendas marinas. Su ingreso es por la calle 19 y calle 48.
- El Remanso: esta amplia playa del norte de la villa balnearia se caracteriza por ser una zona inhóspita, se puede observar mucha pesca y aventuras en sus médanos. Sus extensas playas permiten la tranquilidad del que va a pasar el día. Sus accesos son: Desde el centro de Mar del Sur por la calle 11 y continuando por la calle 128, también se puede acceder desde la playa "El Chino" por la calle 9 pero se recomienda que el acceso por esta calle sea mediante cuatriciclos, areneros o caminando debido a la gran cantidad de arena.
- La Ballenera: esta es la playa más septentrional de la localidad, se caracteriza por sus amplias playas vírgenes, sus médanos y por sus dos arroyos: el de la Ballenera y el las Totoras, esta playa limita con el vivero de Miramar al norte. Su único acceso es a través de la playa El Remanso entre sus caminos que atraviesan los médanos o mediante la orilla del mar.

## Historia
El primer asentamiento con el nombre de Mar del Sur o Mar del Sud fue en 1880 al norte del Arroyo La Carolina -curso de agua ubicado en el actual partido de General Alvarado, provincia de Buenos Aires, Argentina- no al Sur donde actualmente está ubicada la localidad. La idea fue construir un hotel (Hotel Mar del Sur o Mar del Sud) en terrenos de la familia Otamendi, pero por el avance de los médanos y la mala elección del lugar se destruyó el hotel y el proyecto quedó trunco (para ese proyecto Julio Goyena, Juan Bautista Otamendi, Rómulo Otamendi y Rafael Herrera Vega habían adquirido una parcela de 196 hectáreas a Fernando Otamendi).El 1886 el Banco Constructor de La Plata, emprende la constricción del Hotel Bulevar Atlántico. Un lujoso hotel destinado al incipiente interés turístico de las élites económicas que se habían visto favorecidas por el modelo  agroexportador impulsado por lo que se ha dado en llamar como la generación del 80. El hotel se construye sobre una de las 114 manzanas que el banco les había comprado a la familia Otamendi entre los arroyos de La Tigra y La Carolina con la finalidad de construir  
un balneario similar, a lo que en la actualidad, se conoce como la ciudad Mar del Plata.  Pero debido a que cuando se tenía proyectado hacer llegar el ferrocarril hasta esta localidad se produjo la gran crisis nacional del año 1890 durante la presidencia de Juárez Celman. que generó la quiebra del  Banco Constructor de La plata y muerte de su presidente (Carlos Mauricio Schweitzer)  se frustró la llegada del tren -que se detuvo en Miramar (Buenos Aires)- y Mar del Sur quedó en una situación geográficamente desfavorable.

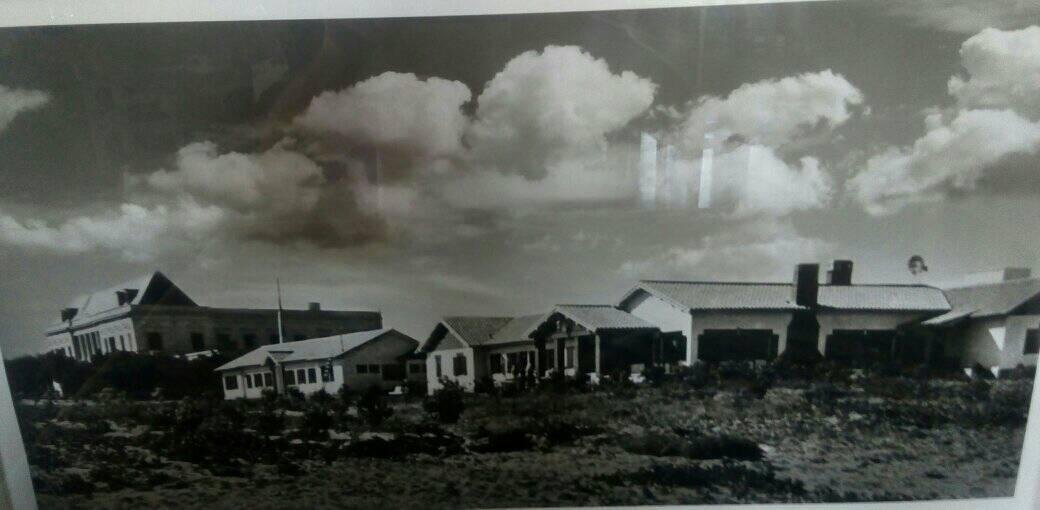
Foto antigua de la Hostería el anexo y el Hotel Bulevar Atlántico

En 1931 el nieto de Schweitzer fundó una empresa constructora, que entre otras edificaciones, que promovieron del crecimiento de Mar del Sud,  construyó una hostería en la avenida principal y junto a la costanera. A partir del 5 de diciembre de 1987 comenzó la pavimentación del camino de acceso desde Miramar con la extensión de la ruta provincial 11, esto produce que sea frecuentada por habitantes y turistas de otras localidades que buscan alejarse del bullicio.
En la actualidad se cuentan con importantes mejoras en la costa, construyéndose una escollera para contener la arena en la playa un importante nivel de inversión en la planta urbana.
“Mar del Sud, un lugar natural…”, ésta es la marca que el 7 de febrero de 2009 se eligió para la ciudad, desarrollada por la diseñadora gráfica miramarense, Florencia Maquirrian, que nació de una investigación realizada a residentes y turistas. Así, la figura que identifica a la localidad de Mar del Sur quedó representada en tres colores, de acuerdo a tres espacios bien diferenciados; azul (mar y laguna), amarillo (arena, dunas y sol) y verde (campo); adoptándose como formato una flor que se sintetiza en un pétalo y simboliza, la naturaleza y el crecimiento. Este nuevo proyecto partió, parte del anterior al cual se lo conocía con la frase, “tu lugar” y, de acuerdo a las encuestas efectuadas, surge la palabra "naturaleza". De esta fusión nació, Mar del Sud "un lugar natural".

### De desembarcos nazis y leyendas

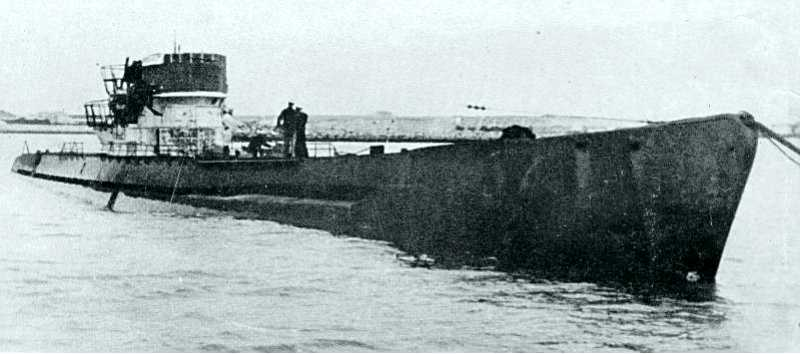
El U-530 en el Puerto de Mar del Plata siendo inspeccionado por marinos argentinos

El 23 de febrero de 1944, la tapa de Ecos Diarios de Necochea acercaba los temores de la Segunda Guerra Mundial a unos pocos kilómetros de la ciudad de Necochea. “Se había extendido hasta nuestra zona el espionaje del Eje”, señalaba un título secundario.
La nota hacía referencia a un informe de inteligencia según el cual Alemania proyectaba “un desembarco de agentes secretos que debía realizarse entre los faros de Quequén y Miramar”, donde se encuentra Mar del Sur.
“Una parte del informe de espionaje dado a conocer por las autoridades nacionales resulta particularmente interesante para nosotros, en razón de referirse a actividades que tenían como propósito la utilización de parajes de nuestra costa”, señalaba el artículo periodístico.
El informe, que Ecos Diarios reproducía textualmente, indicaba que: 

“Se ha establecido que a fines del año 1943, el mayor general Frederich Wolf, agregado militar naval de la embajada alemana, comisionó a Guillermo Otto Alberto Seidlitz para que buscara un lugar adecuado en la costa atlántica de la Provincia de Buenos Aires, donde poder desembarcar de submarino alemán, uno o dos agentes secretos del eje, además de materiales necesarios a los organismos de espionaje existentes en la Argentina”.

Siempre según el informe, Seidlitz se puso en contacto con Gustavo Eickenberg, con quien efectuó un viaje a una estancia adquirida por él mismo en Mar del Sur, recorriendo los lugares vecinos y la costa marítima, llegando, de acuerdo con Eickenberg, a que el lugar ofrecía grandes probabilidades para efectuar con éxito un desembarco desde el submarino, entrevistando a su regreso al general Wolf, para dar cuenta del cumplimiento de la misión y presentar un informe detallado de las comprobaciones recogidas, indicando como el mejor punto de arribo el equidistante entre los faros de Miramar y Necochea, que es coincidente con el camino que lleva a la estancia de Eickenberg”.
El 10 de julio de 1945, arribó al puerto de Mar del Plata el submarino alemán U 530. Según el artículo publicados por Ecos Diarios al día siguiente, la nave emergió en las aguas del puerto, a las 7.30 e hizo señales de luces a la base de submarinos.
La guerra había finalizado hacía dos meses cuando el comandante del submarino alemán, Otto Wermolt, de 29 años, al mando de una tripulación de 53 marinos, decidió rendirse en el puerto marplatense, tal vez temiendo las represalias aliadas.
Según los tripulantes, hacía un mes y medio que no tocaban puerto y ya se les había terminado el combustible. Los hombres se hallaban exhaustos y se les habían agotado los víveres. La tripulación quedó alojada en la Base Naval de Mar del Plata y al día siguiente el Ministerio de Marina difundió un comunicado que señalaba que el U 530 no había sido el buque que hundió al crucero brasileño “Bahía” y que entre los tripulantes tampoco “llegó ningún político ni jerarca del nazismo”.
No obstante, con el pasar de los días, comenzaron a surgir dudas sobre esta última afirmación y reaparecieron los fantasmas surgidos con aquel informe de inteligencia dado a conocer un año antes.
El 15 de julio, Ecos Diarios informó sobre una versión dada a conocer por diarios porteños sobre un posible desembarco producido pocos días antes de la rendición del U 530. 
Según los diarios Crítica y El Mundo de Buenos Aires, pocos días antes de la llegada del submarino alemán, empleados de una firma cerealista “pudieron ver en las playas de Mar del Sur un bote de goma que acababa de llegar, el cual estaba ocupado por varias personas”. Incluso el semanario italiano Oggi llegó a deslizar que allí se refugió Adolf Hitler cuando la derrota alemana era inminente. También muchos veraneantes y pobladores recuerdan hasta no hace mucho ver en las bajamares de sicigias (de mayor amplitud) cerca del Médano Grande, la torreta de un submarino alemán hundido detrás de las rompientes.

### Descubrimiento paleontológico

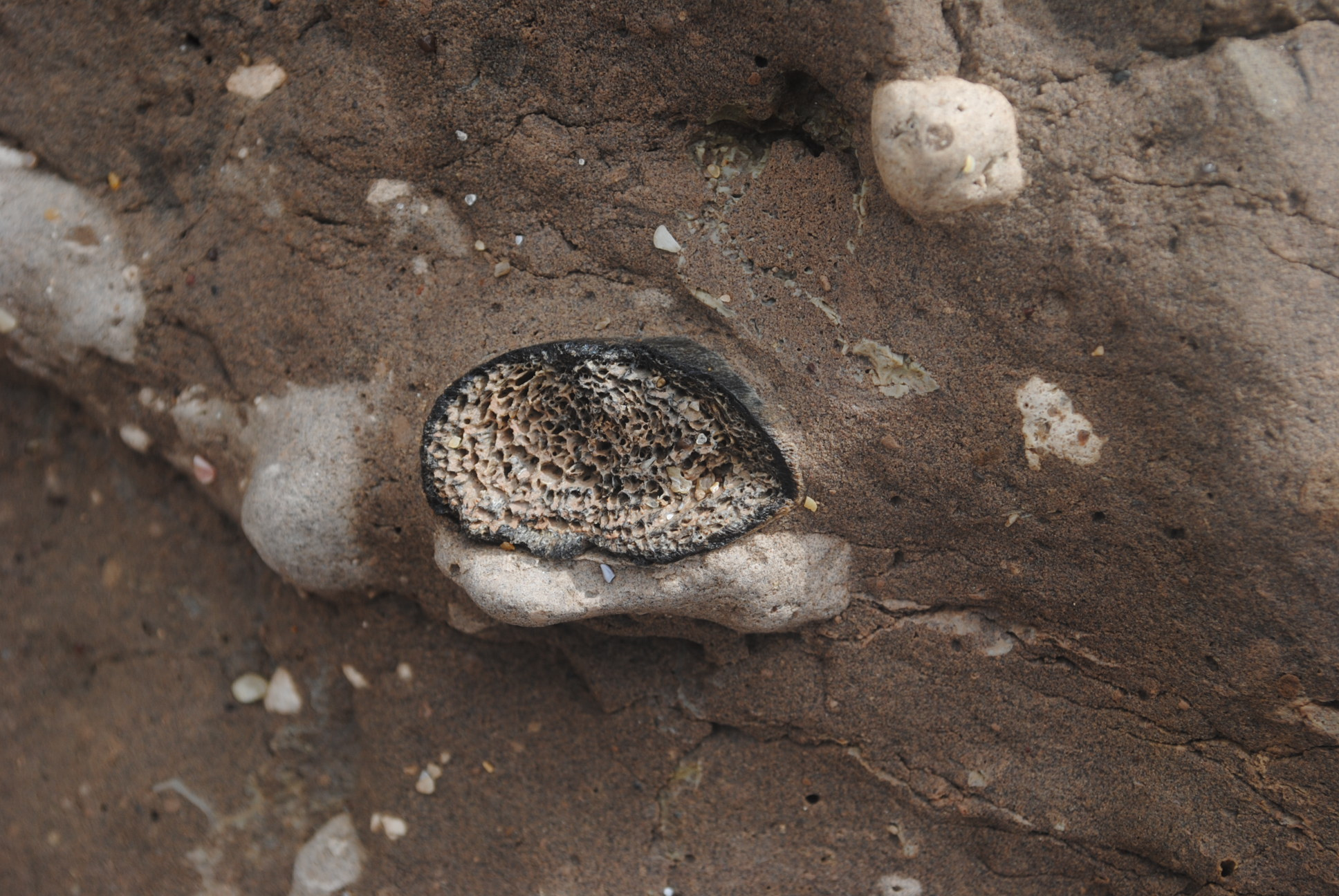
Resto fósil en barranca de Rocas Negras

El 2 de febrero de 2004 un adolescente halló los restos fósiles de un perezoso gigante con su cría; de cien mil años de antigüedad. Los ejemplares de Scelidotherium, que corresponden a una hembra adulta y su cría, se encuentran actualmente en el Museo Municipal "Punta Hermengo" de Miramar.
El trabajo de campo fue realizado por Mariana Boh y Daniel Boh con el apoyo científico del paleontólogo Francisco Prevosti, del Museo Argentino de Ciencias Naturales Bernardino Rivadavia de la ciudad de Buenos Aires.
También se identificaron restos fósiles de Carcharodon Carcharias gracias a pobladores y pescadores deportivos.

## Turismo

### Rocas Negras

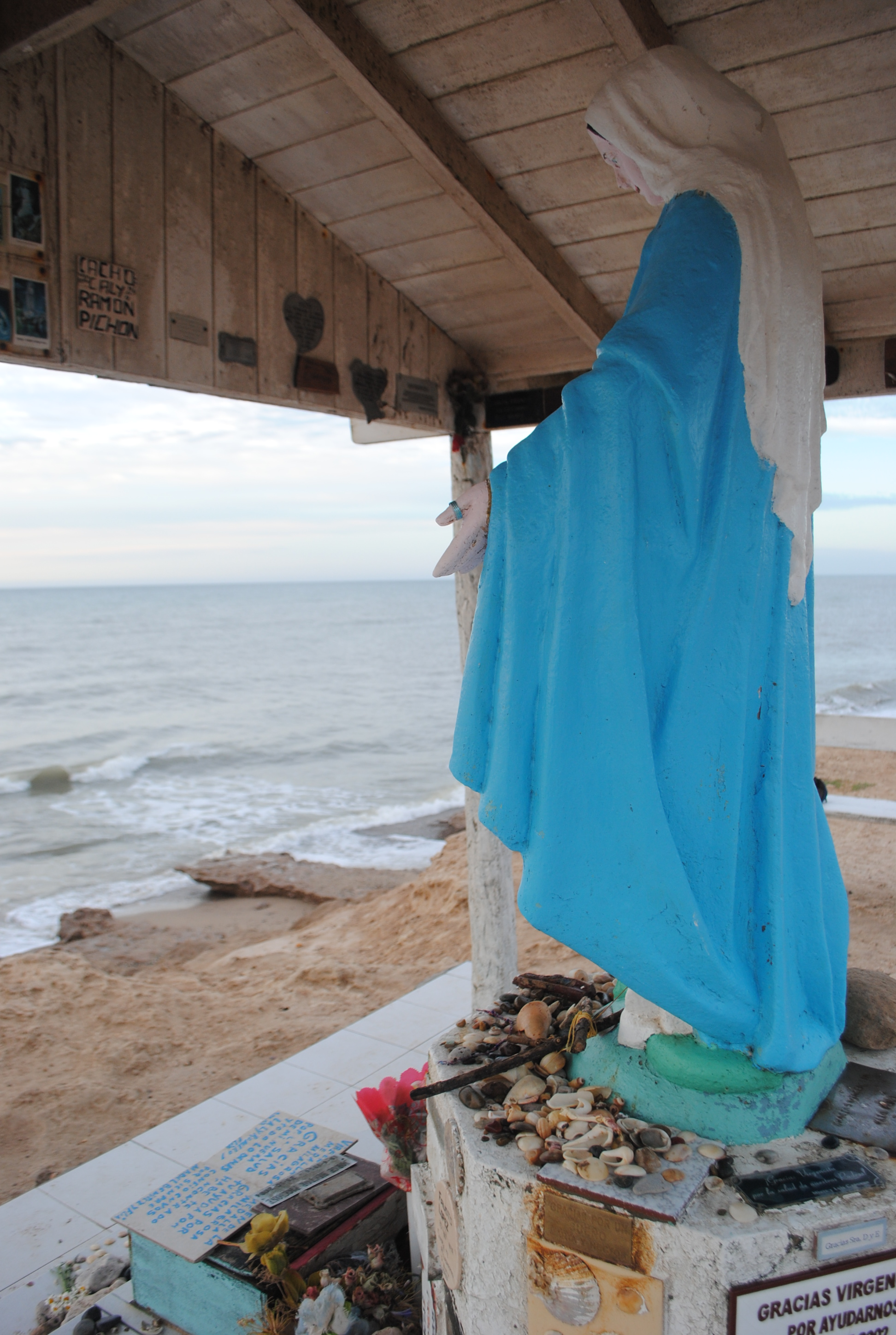
Virgen de la Medalla Milagrosa

A unos 4 km al sur se encuentra Rocas Negras. Su nombre se deriva de la gran variedad de caracoles principalmente de color negro que hay en sus rocas. Es una formación rocosa que forma un espigón natural que se adentra 300 metros en el mar que culmina con una imagen de la Virgen María entronizada frente al mar. 

### La Casa de los Caracoles
La "Casa de los Caracoles" es una casa de familia que se encuentra a pocas cuadras del centro, recubierta a mano de caracoles en todas sus paredes. 

### Hostería Villa del Mar
En la Av 100 y costanera se encuentra la antigua Hostería Villa del Mar, construida por Carlos Maria Schweitzer 1937 como parte integral del proyecto inmobiliario y urbanístico desarrollado por su empresa constructora a mediados de la década del 30. En el que la Hostería cumpliría no solo con la finalidad  de ofrecer el servicio de hospedaje a un incipiente nuevo flujo turístico, sino también, un ámbito para las reuniones sociales y el esparcimiento. La Hostería Villa del Mar es en la actualidad uno de los edificios públicos con más historia, tanto de Mar del Sur como del resto del Partido de General Alvarado, al que remiten las vivencias y anécdotas de múltiples generaciones. 

### Estancia La Eufemia
Camino a Centinela del Mar, a 8 km de la entrada de Mar del Sur se encuentra Estancia La Eufemia.
Según menciona Osvaldo Aramendi en “Mar del Sud – Historias y Vivencias”, el primer casco de la estancia data de mediados del siglo XIX, y el segundo de los años 1888.
En 1926 abre sus puertas el colegio, la capilla y la granja. En este sitio funcionó una escuela granja con el nombre y bajo la advocación de la “Divina Pastora”, hoy en día, sigue funcionando la escuela. Actualmente la escuela funciona con la modalidad semipupilar.
La propietaria de la estancia era una dama de la sociedad conocida en la zona como "la niña eufemia" de la familia Otamendi, solía dar alojamiento en la estancia a sacerdotes y monjas para descanso y meditación.
Periódicamente se acercaba a la capilla de Mar del Sur, vestía los hábitos de monja y era muy devota.

### Laguna La Ballenera
La Ballenera es un paraje recreativo ubicado a 6 kilómetros de la localidad. Toma su nombre del arroyo La Ballenera, su principal afluente que desemboca en el mar a través de un arroyo que tiene una cascada. En ente lugar se puede pescar y alquilar botes.
Desde Mar del Sur, la entrada se encuentra para la ruta provincial 11 (la ruta a Miramar) a la altura de la playa El Remanso, que conecta con la “Ruta Vieja”. Desde allí son alrededor de 4 kilómetros.
El predio fue cedido al Club de Pescadores Albatros en el año 1980, cuenta con botes, muelle para embarcaciones, quincho para más de 50 personas, parrillas individuales. Puede pescarse ejemplares de pejerrey, bagres y dentudos.
Además de todo tipo de aves, La Ballenera es una reserva natural donde es posible observar distintas especies animales como nutrias, carpinchos, patos, cisnes de cuello negro y hasta algún flamenco rosado. Está prohibida la caza y que la protección del lugar y sus animales para mantener inalterables sus condiciones.

## Deportes

### La pesca y los torneos de pesca del Remanso
Mar del Sur propone sitios de pesca: en el mar (El Remanso, Rocas Negras, Punta de Pérez y Ocho Pajas) y en laguna La Ballenera (con una amplia variedad de especies de agua dulce de alto valor deportivo y gastronómico).
Desde todas las playas es posible obtener burriquetas y buenos panzones en época invernal. La variada de costa es la común para toda la zona. De embarcado salen salmones, cazones, corvinas rubias, congrios, pejerreyes, rayas, pez palo, brótolas y toda la variada.
En "Rocas Negras", a dos kilómetros al sur de la ciudad puede observarse una saliente de roca que es inconfundible sobre el mar. Plataforma natural para lanzamientos de costa y para que se amontone el alimento de especies menores de piedra, es un lugar famoso por la pesca de panzones en época invernal y buena variada durante el verano.
El lugar también es conocido porque ahí se encuentra la virgen de la Medalla Milagrosa.
En “Punta de Pérez”, a tres un kilómetros al sur de Mar del Sur nos encontramos con el fin del camino para vehículos convencionales. Playas con canaletas profundas con la consecuencia y la posibilidad de capturas de variada y tiburones de mayor tamaño. También están presentes los pejerreyes en invierno. 
A siete kilómetros al sur está “Ocho Pajas”: Se distingue por la gran cantidad de montículos de arenas con pajas bravas según referencias de algunos autores y lugareños. La pesca es la misma que en la Punta de Pérez. Muy rendidor en verano para la variada grande y cazones con el agregado de gatuzos, bacotas y escalandrunes. 
dables, teniendo también en este lugar la opción de Pesca Embarcada. 
"El Remanso" es un pesquero de pejerreyes de buen porte y de variada importante con el agregado de tiburones para quienes conozcan la zona con sus depresiones profundas. Grandes chuchos, gatuzos, bagres de mar, pez palo, corvinas rubias de buen porte, pescadillas, burriquetas y hasta salmones a metros de la costa son el premio para quienes se atrevan a incursionar sus aguas. 
Todos los años, hacia noviembre, se realiza en las playas del Remanso el Torneo 6 h a la pieza de mayor peso de Mar del Sur organizado por la Cooperadora de la Escuela N.º 2 José Hernández de la ciudad con importantes premios.

### Caza deportiva menor
Los períodos y cupos que para realizar caza deportiva menor en Mar del Sur son los siguientes:
1. Pato barcino o maicero (Anas georgica), pato barcino chico (Anas flavirostris), pato cuchara (Anas platalea), pato picazo (Netta peposaca) y pato viuda o silbón de cara blanca (Dendrocygna viduata), hasta un total de cinco patos, cualquiera sea la especie, por cazador y por día: desde el 17 de abril hasta el 2 de agosto, inclusive.
2. Liebre europea (Lepus europaeus) hasta diez liebres por día y por cazador, desde el 1 de mayo hasta el 2 de agosto inclusive.
3. Perdiz chica (Nothura maculosa) hasta cinco perdices por día y por cazador, desde el 1 de mayo hasta el 2 de agosto inclusive.

Para la práctica de la caza deportiva menor es necesario contar con los siguientes requisitos:
1. Licencia de Caza Deportiva, documento que es personal e intransferible.
2. Documento Nacional de Identidad.
3. Autorización por parte de la autoridad correspondiente para la tenencia del arma que se utilice para la caza.
4. Permiso escrito del propietario, ocupante o tenedor legítimo del campo en el que se practicará la caza, sus encargados o responsables.